# Abowjan (Ararat)
Abowjan – wieś w Armenii, w prowincji Ararat. W 2011 roku liczyła 1402 mieszkańców.